# Olga Buriakina
Olga Valentinovna Buriakina  (nacida el 17 de marzo de 1958 en Moscú, Unión Soviética) es una exjugadora de baloncesto rusa. Consiguió 8 medallas en competiciones oficiales con la URSS.